# Insurrection (film, 2015)
Ne doit pas être confondu avec Insurrection (film, 2014).
Pour les articles homonymes, voir Insurrection (homonymie) et Insurrection.
 (octobre 2017).
Si vous disposez d'ouvrages ou d'articles de référence ou si vous connaissez des sites web de qualité traitant du thème abordé ici, merci de compléter l'article en donnant les références utiles à sa vérifiabilité et en les liant à la section « Notes et références ».
Pour plus de détails, voir Fiche technique et Distribution.
Insurrection (Septembers of Shiraz) est un film américain réalisé par Wayne Blair et sorti en 2015.

## Synopsis
En 1979, à Téhéran, lors de la révolution iranienne, Isaac Amis, un marchand de bijoux respecté, est arrêté et accusé d'être un espion. Il est rapidement emprisonné. Sa femme, Farnez, est prête à tout pour le sauver alors que le pays plonge dans le chaos.

## Fiche technique
- Titre : Insurrection
- Titre original : Septembers of Shiraz
- Réalisation : Wayne Blair
- Scénario : Hanna Weg, d'après le roman Septembre à Shiraz de Dalia Sofer[1]
- Photographie : Warwick Thornton
- Montage : John Scott
- Musique : Mark Isham
- Production : Les Weldon, Hanna Weg, Alan Siegel, Danielle Robinson et Gerard Butler
- Producteurs exécutifs : Avi Lerner, Adrien Brody et Salma Hayek
- Sociétés de production : Millennium Films, Eclectic Pictures, Ambi Pictures, Crosscurrent Productions, G-BASE
- Distribution : Metropolitan Filmexport
- Pays d'origine : États-Unis
- Langue originale : anglais
- Format : couleur
- Genre : drame
- Durée : 109 minutes
- Dates de sortie : 
  -  Canada : 15 septembre 2015 (Festival international du film de Toronto)
  -  États-Unis : 24 juin 2016
  -  France : 21 avril 2017 (en DVD)[2]

## Distribution

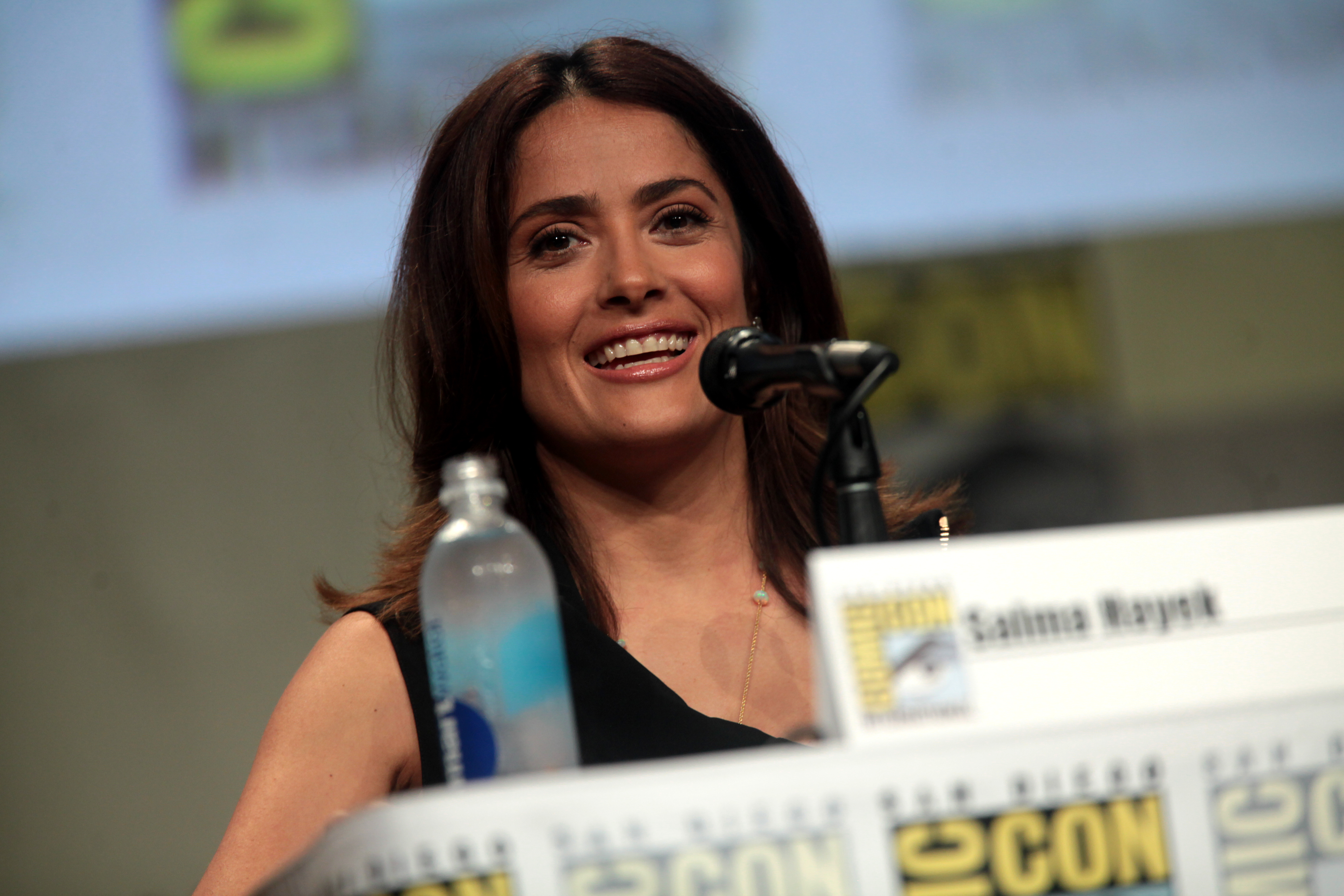
L'actrice principale Salma Hayek.

- Salma Hayek (VQ : Camille Cyr-Desmarais) : Farnez
- Adrien Brody : Isaac
- Shohreh Aghdashloo : Habibeh
- Gabriella Wright : Farideh
- Ben Youcef : Muezzin
- Alon Abutbul : Mohsen
- Anthony Azizi : Mehdi
- Ariana Molkara : Shirin
- Christina Mani : Shima